# Mistrovství světa v silniční cyklistice 2010

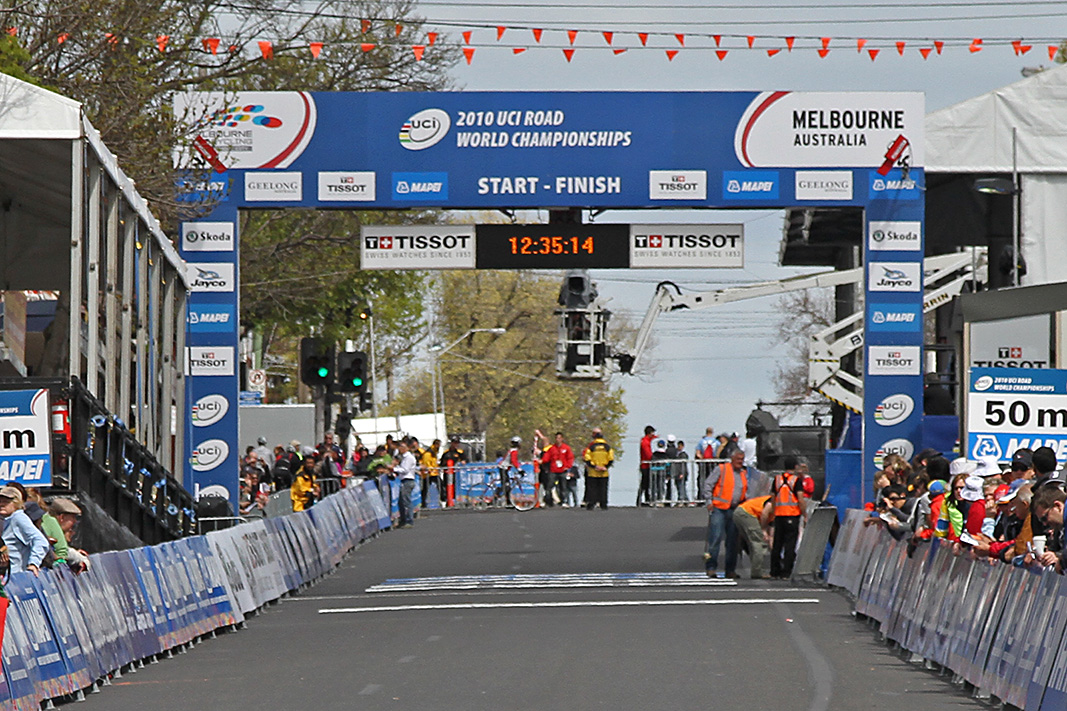
Start a cíl v Geelong na mistrovství světa 2010

Mistrovství světa v silniční cyklistice 2010 bylo 77. světovým šampionátem v silniční cyklistice. Mistrovství probíhalo od 29. září do 3. října 2010 v Geelongu a Melbourne v Austrálii.

## Kalendář
Časy jsou uvedeny v místním čase UTC+10.
| Datum    | Čas startu | Závod                                    |
| -------- | ---------- | ---------------------------------------- |
| 29. září | 10:00      | muži do 23 let – časovka (31,8 km)       |
| 29. září | 15:00      | ženy – časovka (22,9 km)                 |
| 30. září | 13:00      | muži – časovka (45,8 km)                 |
| 1. října | 13:00      | muži do 23 let – silniční závod (159 km) |
| 2. října | 13:00      | ženy – silniční závod (127,2 km)         |
| 3. října | 10:00      | muži – silniční závod (262,7 km)         |

## Medailisté

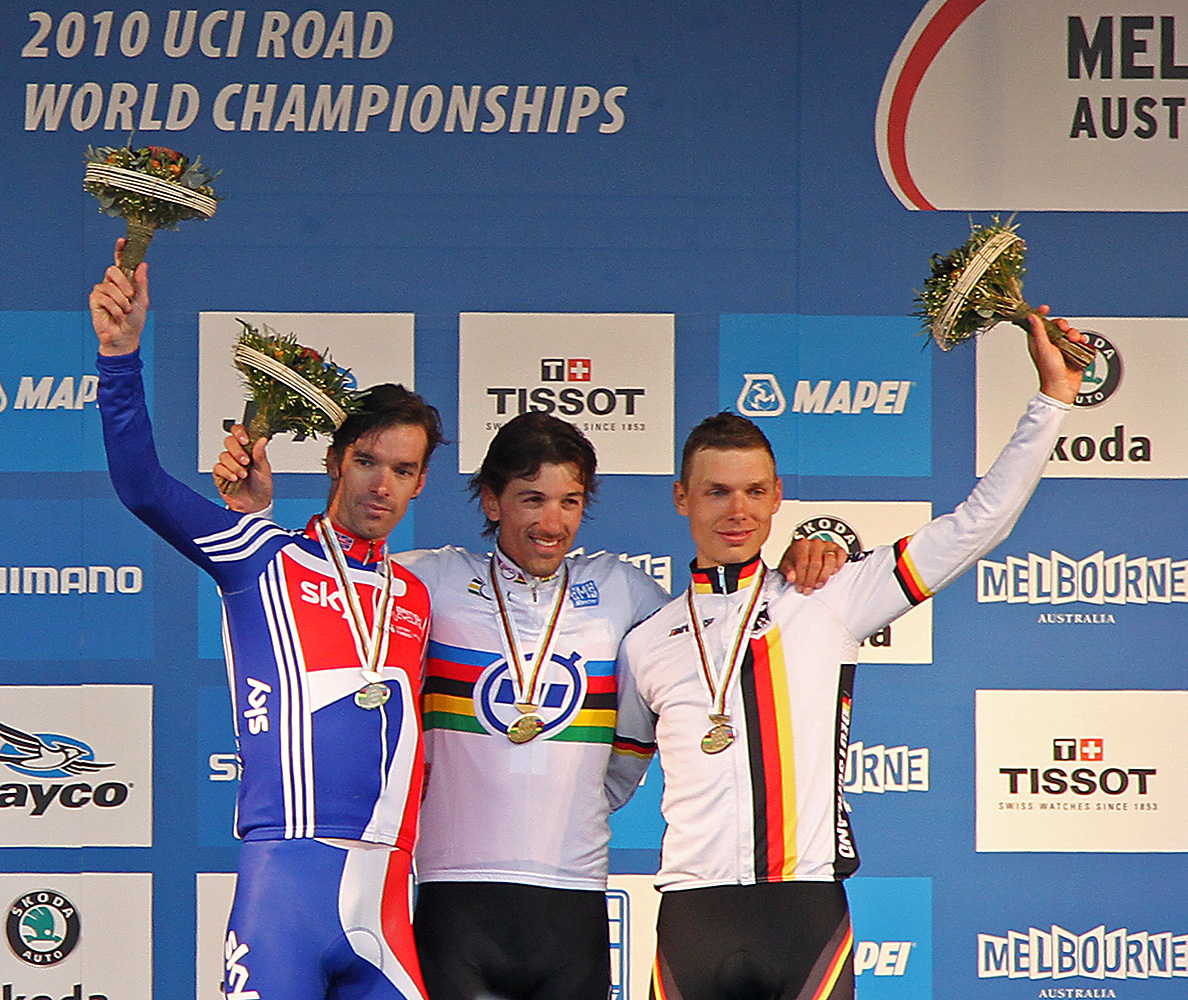
Medailisté z časovky mužů. Zleva: David Millar (stříbro), Fabian Cancellara (zlato), Tony Martin (bronz)

| Závod          | Zlato                             | Zlato           | Stříbro                         | Stříbro    | Bronz                                      | Bronz      |
| -------------- | --------------------------------- | --------------- | ------------------------------- | ---------- | ------------------------------------------ | ---------- |
| Muži           |                                   |                 |                                 |            |                                            |            |
| Silniční závod | Thor Hushovd Norsko               | 6 h 21 min 49 s | Matti Breschel Dánsko           | tentýž čas | Allan Davis Austrálie                      | tentýž čas |
| Časovka        | Fabian Cancellara Švýcarsko       | 58:09,19        | David Millar Spojené království | + 1:02,75  | Tony Martin Německo                        | + 1:12,49  |
| Muži do 23 let |                                   |                 |                                 |            |                                            |            |
| silniční závod | Michael Matthews Austrálie        | 4 h 01 min 2 s  | John Degenkolb Německo          | tentýž čas | Taylor Phinney USA Guillaume Boivin Kanada | tentýž čas |
| časovka        | Taylor Phinney USA                | 42:50,29        | Luke Durbridge Austrálie        | + 1,90     | Marcel Kittel Německo                      | + 24,01    |
| Ženy           |                                   |                 |                                 |            |                                            |            |
| Silniční závod | Giorgia Bronziniová Itálie        | 3 h 32 min 01 s | Marianne Vosová Nizozemsko      | tentýž čas | Emma Johanssonová Švédsko                  | tentýž čas |
| Časovka        | Emma Pooleyová Spojené království | 32:48,44        | Judith Arndtová Německo         | + 15,17    | Linda Villumsenová Nový Zéland             | + 15,80    |